# فرانکی
فرانکی (انگلیسی: Frankee؛ زادهٔ ۹ ژوئن ۱۹۸۳) یک موسیقی‌دان اهل ایالات متحده آمریکا است. وی بین سال‌های ۲۰۰۴ تا ۲۰۰۶ میلادی فعالیت می‌کرد.